# France St-Louis
France St-Louis (née le 17 octobre 1958 à Montréal province de Québec au Canada) est une joueuse de hockey sur glace québécoise qui était membre de l'équipe féminine canadienne olympique de 1998.

## Biographie
Elle est diplômée d'un baccalauréat en Éducation physique et d'un Brevet d'enseignement en éducation physique. Elle fut une enseignante au primaire,au secondaire ainsi qu'au Collège d'enseignement général et professionnel (Cégep) avant de participer aux Jeux olympiques.
À 40 ans, elle fonde une école de hockey, l'École de hockey France St-Louis, et développe un programme de sports études de hockey féminin. Elle est également conseillère technique pour les Carabins, l'équipe féminine de hockey sur glace de l'Université de Montréal. Elle prononce, à l'occasion, des conférences dans le domaine sportif.

### Carrière de joueuse de hockey sur glace
France St-Louis fut membre de l'équipe canadienne de hockey (Team Canada) de 1990 à 1999. Elle a fait partie des cinq premières équipes féminines à remporter la médaille d'or au championnat du monde de hockey sur glace féminin

### Carrière de joueuse de crosse
En plus d'être une hockeyeuse, France St-Louis était aussi une joueuse de crosse. Elle a fait partie de l'équipe canadienne de crosse de 1985 à 1989. Elle a participé à la Coupe du monde de crosse féminine 1989 en Australie et de 1986 aux États-Unis où le Canada a terminé en quatrième position. Elle était membre de l'équipe qui a gagné la médaille d'or au championnat canadien en 1989.

## Récompenses et honneurs
- Intronisée au Panthéon des sports du Québec en 2003 ;
- Déclarée athlète de la décennie du Québec en crosse de 1980 à 1990 ;
- Récompense d'athlète par excellence au Québec en hockey féminin en 1986 et en 1991 ;
- Capitaine de l'équipe féminine canadienne de hockey sur glace de 1992 à 1994 ;
- Capitaine assistante de l'équipe féminine canadienne de hockey sur glace en 1997 ;
- Nommée meilleure joueuse (MVP) de son équipe au championnat canadien de 1988, de 1990, de 1991, de 1997 et de 1998 ;
- Ordre du hockey au Canada en 2014 [2]
- Médaille de l'Assemblée nationale en 1998[3]

## Médailles d'or
- 1990 Championnat mondial à Ottawa au Canada
- 1992 Championnat mondial à Tampere en Finlande
- 1994 Championnat mondial à Lake Placid aux (USA)
- 1997 Championnat mondial à Kitchener au Canada
- 1999 Championnat mondial à Helsinki en Finlande